# 칼라미안 제도

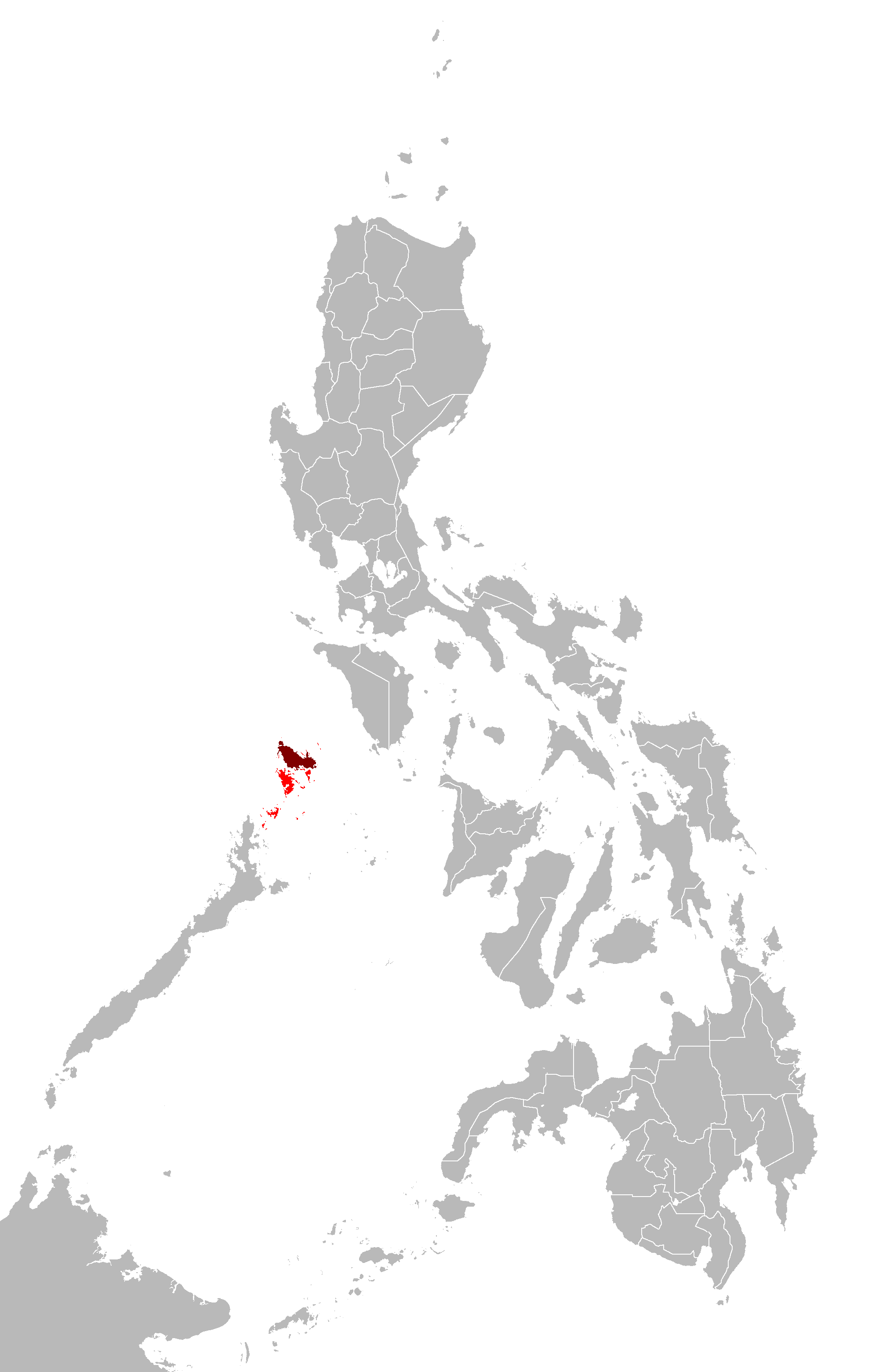
칼라미안 제도

칼라미안 제도(Calamian Islands)는 필리핀 팔라완섬 북쪽에 위치해 속하는 섬들이다. 팔라완주에 속한다.
주요 섬은 부수앙가섬, 코론섬, 쿨리온섬 등이 있다.